# دايفيد إيزاك
دايفيد إيزاك (بالإنجليزية: David Isaacs)‏ هو فنان جامايكي، ولد في 9 يونيو 1946 في Denham Town ‏ في جامايكا، وتوفي في 21 ديسمبر 2009.

## وصلات خارجية
- دايفيد إيزاك على موقع ميوزك برينز (الإنجليزية)
- دايفيد إيزاك على موقع أول ميوزيك (الإنجليزية)
- دايفيد إيزاك على موقع ديسكوغز (الإنجليزية)